# Södra Finlands läns vapen
Södra Finlands läns vapen fastställdes 1997 för Södra Finlands län i samband med att länet bildades och upphörde med utgången av år 2009, då Finlands indelning i län avskaffades.
Vapnet var sammanställt av vapnen för de historiska landskapen Tavastland (lodjuret), Karelen (armarna med svärd) och Nyland (båten). Ovanpå skölden fanns en hertiglig rangkrona.